# Sulenus macrophthalmus
Sulenus macrophthalmus là một loài bọ cánh cứng trong họ Cerambycidae.